# Saison 2021-2022 du Stade lavallois
Maillots
Chronologie
Saison précédente Saison suivante
La saison 2021-2022 du Stade lavallois est la 117e saison de l'histoire du club. Les Mayennais sont engagés dans deux compétitions : le National et la Coupe de France.
Après une saison 2020-2021 en deçà des attentes, ou le club a terminé 12e du championnat, le Stade lavallois entame sa 5e saison consécutive en National. Malgré cela, le club privilégie la stabilité et continue de faire confiance à Olivier Frapolli, l'entraineur en poste depuis 2019, pour mener le club vers une montée en Ligue 2. Pour cela, le club a un budget prévisionnel de 4,5 millions d'euros.

## Résumé de la saison

### Août 2021: un début de saison difficile
En ce début de championnat, le Stade lavallois connaît un début de saison frustrant. Le club ne parvient pas à engranger la moindre victoire lors des quatre premiers matchs et se retrouve relégable à partir de la 2e journée (défaite 1 but à 0 face au FC Annecy). Ils sont même avant-dernier à l'issue de la 4e journée après un nul obtenu à l'extérieur face à Bastia-Borgo. Un résultat décevant étant donné que l'équipe a longtemps mené au score et joué en supériorité numérique à partir de l'heure de jeu.

### Septembre 2021: les premiers succès
Après un premier mois compliqué, Laval entame sa remontée au classement grâce à 4 succès d'affilée, tous par 1 but d'écart. Les Tangos remportent notamment le derby, le 17 septembre face aux Manceaux devant plus de 6 200 spectateurs (soit la meilleure affluence du championnat à ce stade de la compétition). Une semaine plus tard, les Lavallois s'imposent à Créteil sur le score de 1 but à 0 grâce à l'inévitable Geoffray Durbant, son 7e but de la saison. Ils sont désormais au pied du podium.

### Octobre - novembre 2021: invaincu à l'extérieur, en difficulté à domicile
Désormais en première partie de tableau, les Tangos se rapprochent de l'objectif initial : la montée en Ligue 2. Si les Lavallois remportent systématiquement leur match à l'extérieur durant l'automne, ils sont régulièrement contrariés à domicile, au Stade Francis-Le-Basser face à des concurrents directs. Cette mauvaise série à domicile débute le 1er octobre, par une défaite 2 buts à 1 contre La Berrichonne de Châteauroux, les Tangos encaissent notamment un but de leur ancien attaquant, Thomas Robinet. 3 semaines plus tard, l'équipe coachée par Olivier Frapolli échoue à nouveau sur le même score à domicile face à un concurrent direct pour la montée : le FC Bourg Péronnas. En plus de leur succès 1 - 0 à Sète puis à Sedan. Le Stade lavallois renoue enfin avec la victoire à domicile face au Stade briochin sur le score de 2 buts à 0 grâce à des buts de Durbant et de Julien Maggiotti, le natif de Bastia commence à s'imposer dans le onze titulaire et devient progressivement le chouchou du public lavallois. La semaine suivante, les Tangos sont à nouveau battus à Le-Basser, face à Concarneau, les Lavallois sont désormais 6e à 6 points du podium.

### Un parcours honorable en Coupe de France
Les Tangos débutent facilement la compétition au 5e tour face au club mayennais de D1, l'US Chantrigné, avec une victoire 6 buts à 0. Les tours suivants sont un peu plus disputés face à des clubs pourtant bien inférieurs, le club mayennais s'impose 2-0 puis 2-1 au 7e tour. Le tour suivant devient plus intéressant pour les supporters puisque les Lavallois tirent leur club rival : le Mans FC. Le 27 novembre, les deux clubs des Pays de la Loire doivent se départager aux tirs au but, suite à un match très engagé au cours duquel les deux équipes écopent chacune d'un carton rouge. Ce sont finalement les Lavallois qui se qualifient au tour suivant. Le parcours en Coupe de France s'arrête en 32e de finale pour les Tangos, même s'ils parviennent à dominer le match et tenir en échec les Normands de Quevilly-Rouen, club évoluant en Ligue 2, ils sont finalement vaincus après une séance de tirs au but.

### Hiver 2021/2022: une longue série de victoire jusqu'à la première place
A partir du 3 décembre avec un succès 2 buts à 1 acquis à Boulogne, le club mayennais entame une formidable série de 7 victoires d'affilée. Le 17 janvier, grâce à un succès 1 - 0 face au FC Annecy, 2e du championnat, le Stade lavallois grimpe pour la première fois de la saison sur le podium, il compte le même nombre de points que leur adversaire du jour et ne sont plus qu'à 2 points du leader concarnois. Les Tangos enchaînent avec de nouveaux succès face au FC Villefranche-Beaujolais, Bastia Borgo et Cholet, cette victoire face au club du Maine-et-Loire, la 7ème consécutive, permet au club, déjà co-leader depuis 2 journées, d'être désormais seul en tête du championnat de National.
La série prend fin le 18 février avec un nul à domicile, 0 - 0, face à l'US Avranches pour le compte de la 22e journée. Les Lavallois perdent déjà leur première place et vont devoir attendre pour la récupérer puisqu'ils sont nettement battus la journée suivante par Le Mans FC, lors du derby du Maine, le 3e de la saison.

### Printemps 2022: à la lutte pour la montée en Ligue 2
Après un enchaînement de deux matchs sans victoire, le Stade lavallois reprend sa marche en avant face à l'US Créteil-Lusitanos, porté par le doublé de Kader N'Chobi, le club s'impose 3 buts à 1 et reprend la tête du championnat. Ce match est aussi le premier d'une longue série de 10 matchs sans défaite. La journée suivante, malgré un faux pas à Châteauroux (score final : 1 - 1), Laval conserve la 1re place, seul le FC Annecy en profite en remontant sur le podium et en revenant à 5 points du club mayennais. Par la suite, le club fera le travail face aux concurrents directs. Le 28 mars, lors de la 27e journée, les Tangos parviennent à décrocher un succès important face à Bourg-Péronnas, 2 buts à 1, malgré l'expulsion de Geoffray Durbant en début de la seconde période. Trois semaines plus tard, les coéquipiers d'Edson Seidou, auteur de l'égalisation en fin de match, arrachent un match nul très important face à Concarneau. Les Thoniers sont relégués à la 4e place à huit points du leader tango. Le club enchaîne avec un court succès à domicile face à l'US Boulogne devant plus de 8 000 spectateurs. La semaine suivante, le club mayennais se déplace à Chambly pour l'antépénultième et 32e journée du championnat. Porté par Julien Maggiotti, double passeur décisif, les Lavallois s'imposent 3 buts à 0. Ce succès permet aux hommes d'Olivier Frapolli de décrocher la montée en Ligue 2, 5 ans après. En effet, avec 7 points d'avance sur Villefranche-Beaujolais, 3e et barragiste, le club est assuré de finir aux deux premières places, synonyme de montée. Quatre jours plus tard, le 6 mai 2022, les Tangos ont l'occasion de devenir champion de France de National devant un Stade Francis Le Basser à guichet fermé. Face au Red Star, le match est très disputé et le doublé de passe décisive de Maggiotti ne suffira pas pour l'emporter, score final : 2 - 2. Mais dans le même temps, le FC Annecy s'incline lourdement à Bourg-en-Bresse. Avec 4pts d'avance, le club mayennais ne peut plus être rejoint, le Stade lavallois est officiellement champion. Lors de la dernière journée, les Lavallois, déjà champions, s'inclinent 3 buts à 2 face à l'US Orléans, 10e, qui n'a plus rien à jouer.
Laval termine la saison à la 1ère place, avec 67 points et un bilan de 20 victoires, 7 nuls et 7 défaites.

## Effectif professionnel
Le tableau suivant présente l'effectif professionnel du Stade lavallois pour la saison 2021-2022,.